# Zvezdelina Stankova
Zvezdelina Yencheva Stankova (en búlgaro: Звезделина Енчева Станкова; Ruse, República Popular de Bulgaria, 15 de septiembre de 1969) es una matemática búlgara, catedrática en el Mills College y profesora en la Universidad de California en Berkeley, fundadora del Círculo de Matemáticas de Berkeley y experta en combinatoria enumerativa de permutaciones con motivos prohibidos.

## Biografía
Stankova nació en Ruse, en la República Popular de Bulgaria. Comenzó a asistir al círculo de matemáticas de Ruse al final de su educación primaria, cuando aprendió a resolver el cubo de Rubik y comenzó a ganar competiciones matemáticas. Más tarde escribió sobre esta experiencia que «si no hubiera sido miembro del círculo de matemáticas de Ruse no hubiera sido capaz de logros tan profundos en matemáticas». Entró a estudiar en un instituto de élite en inglés, y compitió en el equipo búlgaro en la Olimpiada Internacional de Matemática en 1987 y 1988, obteniendo en ambas ocasiones una medalla de plata. Empezó sus estudios en la Universidad de Sofía en 1989 pero, con la caída del Telón de Acero, se convirtió en una de los 15 estudiantes búlgaros elegidos para completar sus estudios en Estados Unidos.
En Estados Unidos, estudió en el Bryn Mawr College, donde obtuvo un título de grado y una maestría en 1992, con Rhonda Hughes como su tutora. Durante su etapa de estudiante, participó en un programa de verano de investigación con Joseph Gallian en la Universidad de Minnesota en Duluth, donde comenzó su interés por los motivos de permutaciones. Más tarde, se trasladó a la Universidad de Harvard para sus estudios de doctorado, que completó en 1997 con una tesis titulada «Moduli of Trigonal Curves» (Módulos de curvas trigonales) bajo la dirección de Joe Harris.
Trabajó en la Universidad de California en Berkeley como profesora ayudante de matemáticas, antes de unirse al Mills College en 1999, y continuó enseñando un curso al año como profesora visitante en Berkeley. También forma parte del comité asesor de la Proof School de San Francisco.

## Contribuciones
En teoría de motivos de permutaciones, Stankova es conocida por demostrar que las permutaciones con el motivo prohibido 1342 son equipotentes a las permutaciones con el motivo prohibido 2413, que fue un paso importante en el estudio de permutaciones que evitan un motivo de longitud 4.
En 1998 se convirtió en fundadora y directora del Círculo de Matemáticas de Berkeley, un programa extraescolar de enriquecimiento matemático que modeló según sus experiencias de la infancia en Bulgaria. El círculo de Berkeley fue el segundo creado en Estados Unidos (tras el de Boston), y tras su éxito se fundaron más de 100 círculos en el país, en muchos de los cuales Stankova contribuyó en su creación.
También en 1998, fundó la Olimpiada Matemática del Área de la Bahía. Durante seis años fue entrenadora del equipo de Estados Unidos en la Olimpiada Internacional de Matemática.
Desde 2013 ha colaborado con varios vídeos en el canal de YouTube sobre matemáticas Numberphile.

## Premios y reconocimientos
En 1992, Stankova ganó el Premio Alice T. Schafer de la Asociación de Mujeres en Matemáticas por su investigación sobre motivos de permutaciones durante sus estudios de grado. En 2004 se convirtió en una de los dos ganadores inaugurales del Premio Henry L. Adler por su docencia en matemáticas. En 2011, ganó el Premio Deborah y Franklin Tepper Haimo de la Mathematical Association of America, «por su sobresaliente trabajo en enseñar, tutelar e inspirar a estudiantes a todos los niveles, y en liderar el desarrollo de los círculos de matemáticas y promover la participación en competiciones de matemáticas». Entre 2009 y 2012 ocupó la cátedra Frederick A. Rice de matemáticas en Mills.